# 築山殿
築山殿（つきやまどの、天文11年（1542年）? - 天正7年8月29日（1579年9月19日））は、戦国時代から安土桃山時代にかけての女性。

## 概要
徳川家康の正室。築山殿の実名は不明である。テレビドラマや小説など現代の創作では瀬名の名があてられるが、当時の史料はもちろん、江戸時代前期に成立した史料にも瀬名の名はみられない。江戸時代中期の元文5年（1740年）成立の『武徳編年集成』巻三に、「関口或いは瀬名とも称す」と記載されている(父親の関口親永は今川一門の瀬名氏の出身。)。
一般的には築山殿、築山御前（つきやまごぜん）、または駿河御前（するがごぜん）ともいわれる。「築山」の由来は岡崎市の地名である。具体的な場所は『岡崎東泉記』という史料に記載されており、岡崎城の北東約1キロほどに位置する、岡崎市久右衛門町であったとされる。このことから築山殿は同地に独立した屋敷を構え、居住したとみることができる。夫の徳川家康よりも2歳くらい年上、低くみても同年齢くらいと推測されている。
父は関口親永（氏純とも）。母は今川義元の伯母とも妹ともいわれているが、近年は井伊直平の娘である説や関口氏の出身説がある。今川義元の妹であれば、築山殿は、義元の姪となる。
母は『井伊年譜』や『系図纂要』『井家粗覧』の系図によると井伊直平の娘で、先に今川義元の側室となり、後にその養妹として親永に嫁したという。その場合だと井伊直盛とはいとこ、井伊直虎は従姪に当たる。
これに対して、関口親永は先代の関口刑部少輔某の婿養子であったとする説があり、この説が正しければ、親永の妻＝築山殿の母も関口刑部少輔の娘と考えるのが正しいことになる。また、親永の実兄である瀬名氏俊が義元の姉を妻にしたのを親永の妻の話と誤認したとする説もある。これらの説を採用すると、関口親永と今川氏及び井伊氏との婚姻関係はなかったことになるが、そもそも関口氏も瀬名氏（親永の実家）も共に御一家衆と呼ばれる今川氏一門と位置づけられる家柄であった。家康（当時は松平元信・その後松平元康に改名）が今川氏一門である関口氏の娘婿になるということは、今川氏一門に准じる地位が与えられたことを意味していた。
なお、黒田基樹の考察によれば、築山殿の孫である松平忠明が編纂したとされる『当代記』には築山殿は今川義元の一族である関口刑部少輔の娘としか記されておらず、『寛永諸家系図伝』や『三河物語』でも義元の関係には触れられていないが、『松平記』に初めて義元の姪である記述が登場するため、義元の姪だという所伝は江戸時代前期でも遅い時期に生まれたと推測される。井伊直平の娘とする話も『寛永諸家系図伝』には記されておらず、『寛政重修諸家譜』に登場する話であるために寛永以降に生まれた所伝であると推測されている。井伊氏と関係していると考えられている関口氏は親永の家である刑部少輔家から見て本家筋である関口氏経の刑部大輔家の方であり、両関口家が混同された結果成立したとみられている。

## 生涯

### 結婚・出産
天文8年から天文11年かけて出生した可能性が高いとされる。
弘治3年（1557年）正月15日、今川家の人質として駿府にいた松平元信（後の徳川家康）と16歳の時、結婚する。永禄2年（1559年）に松平信康を、同3年（1560年）に亀姫を産む。

### 転機
永禄3年（1560年）5月19日の桶狭間の戦いにて、伯父の今川義元が討たれ、元康（元信から改名。のちの家康）は岡崎に帰還することとなった。永禄5年（1562年）3月、父の親永は娘婿である家康（元康から改名）が織田信長と同盟を結んだ事で今川氏真の怒りを買い、正室と共に自害したとされてきた。しかし、永禄6年（1563年）閏12月の日付が入った署名がある文書が臨済寺から見つかったことで、親永は少なくても同年までは健在であった事実が判明している。築山殿は、石川数正が駿河に来て今川氏真を説得し、上ノ郷城の合戦で捕虜となっていた鵜殿氏長・鵜殿氏次と築山殿母子との人質交換をすることで、駿府の今川館から子供たちと共に家康の根拠地である岡崎に移った。ただし、『当代記』には駿府には竹千代（後の信康）だけが「人質」として残ったとあるため、人質交換の対象とされたのは竹千代だけで、築山殿と亀姫は家康が今川氏と手切れとなる以前に岡崎に移されていたとする説もある。しかし、岡崎城内ではなく城外の現在の西岸寺辺りにあった寺院に居住したことや、『家忠日記』における築山殿を示す敬称が正室を表す「御前さま」ではなく、「信康御母さま」であることなどから、今川との手切れにあたって離縁されたとも見られている。これに対しては、今川氏親の妻である寿桂尼も夫の存命中から今川館の外に別宅を設けていたことから、由緒ある家柄の出自である彼女に対する家康の配慮とも考えられ、正妻の立場は不変だったとみる説もある。
永禄10年（1567年）、息子の信康と織田信長の長女・徳姫（五徳）が9歳同士で結婚する。元亀元年（1570年）に信康が嫡子として岡崎城に移された際に、嫡子生母として岡崎城に入ることとなる。

### 対立・最期
家康は遠江浜松に移ったが、築山殿は後継ぎの信康とともに岡崎にとどまった。
天正2年（1574年）家康の側室長勝院が次男結城秀康を出産するが、築山殿は家康の子供を妊娠することを認めていないため長勝院を城内から退去させている。正妻は、別妻や妾として承知するかの権限を持っていた。別妻・妾の存在とその子供の出産が、正妻の管理下に置かれていたこと、そこにおける正妻の絶対的な権限の存在を認識することができる。
天正3年（1575年）、信康の家臣大岡弥四郎らが武田勝頼に内通して謀反を企んだことが発覚し処刑される事件が起きたが、『岡崎東泉記』『石川正西聞見集』によれば築山殿もこの謀反計画に加担していたという。当時、甲斐国の口寄せ巫女が岡崎領に大勢来ており、それにつけ込んで勝頼が巫女を懐柔して築山殿に取り入らせ、徳姫を勝頼の味方にすれば築山殿を勝頼の妻とし信康を勝頼の嫡男にして天下を譲り受けるという託宣を巫女に述べさせた。さらに築山殿の屋敷に出入りしていた西慶という唐人医をこの談合に巻き込み、弥四郎らを大将分として勝頼から所領を与える判物が出されたとしている。
徳姫は天正4年（1576年）には登久姫を、天正5年（1577年）には熊姫を産んだ。しかし、いつまでたっても息子を産まないため、心配した築山殿は、元武田家の家臣で後に徳川家の家臣となっていた浅原昌時の娘および日向時昌の娘など部屋子をしていた女性を、信康の側室に迎えさせた（『系図纂要』）。
天正7年（1579年）、徳姫は、築山殿が徳姫に関する讒言を信康にしたこと、築山殿と唐人医師・減敬との密通があったこと、武田家との内通があったことなど、12か条からなる訴状を信長に送り、これにより信長が家康に信康の処刑を命じたとされる。家康の上意により妻の処分が伝えられ、築山殿は8月29日に岡崎から二俣城へ護送中、遠江国敷知郡の佐鳴湖に近い小藪村（浜松市中央区富塚）で徳川家の将来を危惧した岡本時仲と野中重政によって自害をせまられ、自害を拒んだ事から独断によって首を刎ね殺害された。検使役は石川義房が務めて首は安土城の信長の元に届けられた。信康は9月15日に二俣城で自害した（『三河物語』）。
遺体は高松山西来院（浜松市中央区広沢）に葬られた。延宝6年（1678年）の百回忌に「月窟廟」が建立されたが、昭和20年（1945年）の戦災によって焼失、昭和53年（1978年）の四百回忌に再建された。首は信長の首実検を受けたあと、石川数正が持ち帰って祐傳寺（岡崎市）に葬られ、首塚が建立された。正保3年（1646年）、祐傳寺が移転した際に首塚は八柱神社に改葬された。法名は西来院殿政岩秀貞大姉。のちに清池院殿潭月秋天大禅定法尼と改めて諡号された。

### 築山殿殺害の謎
だが、この通説には疑問点も多く、桑田忠親は「確かな文献には、築山殿が武田と内通したとか、唐人の減敬と密通したとか、信康を共犯にしたとかいうような記事は全く見あたらない。これは彼女が冤罪であった証拠と考えられる。」としたうえで、処刑に際して正当な理由が見つからなかったから、作りあげられた理由とし、家康が築山殿を暗殺したのは、「信康の死を知った彼女が狂乱して事を起こすのを未然に防ぐためだった」とする。また「母子がそろって嫁であり妻である徳姫と起こした諍いそのものを家康が問題視した。ぬきさしならないところまで発展させてしまったことに対する責任を、明確にさせたかった。」とする指摘もある。
近年では築山殿の殺害と信康の切腹は、家康・信康父子の対立が原因とする説も出されている。結婚当初良好であった信康夫婦の仲は、2人の姫をもうけた後に不和となっていたとみられ、当時の書状や日記からみる日程や行動から、家康が2人の仲の修復を試みたとの推測や、この頃、鷹狩として岡崎まできていた信長も、娘夫婦の不和に対し働きかけがあったとの考察もあり、信康の家臣団が、信康をかつぎ家康に叛意を抱くもの・信康に添っているが家康に対しても忠実であるもの・器量を危ぶみ信康に反感を抱くものなどに割れていたことが混乱と粛清に向かったとする説もある。また『安土日記』（『信長公記』諸本の中で最も古態をとどめ信憑性も高いもの）や『当代記』では信康処断の理由は「逆心（＝謀反）」であり、信長は「信康を殺せ」とは言わず徳川家の内情を酌んで「家康の思い通りにせよ」と答えているため、家康と信康の間に問題が起こり家康の方から酒井忠次を遣わし嫁の父である信長に相談したと読み取れる。一次史料である天正7年（1579年）8月8日堀秀政宛書状においても、家康は「今度左衛門尉（忠次）をもって申し上げ候処、種々御懇ろ之儀、其の段お取りなし故に候。忝き意存に候。よって三郎（信康）不覚悟に付いて、去る四日岡崎を追い出し申し候。猶其の趣小栗大六・成瀬藤八（国次）申し入るべきに候。恐々謹言」としている。
さらに信康の非道な行いや徳姫との不仲、築山殿と家康の不和を事実と見たうえで、大岡弥四郎事件との関連で起こった事件だとする説も出されている。大岡弥四郎事件の頃は武田氏が徳川氏に対して軍事的に優勢であり、『岡崎東泉記』『石川正西聞見記』にあるように武田氏との和睦を主張する岡崎家臣団が信康を擁して武田氏に寝返ろうとし、築山殿も中心人物としてそれに深く関係していた。大岡弥四郎事件は徳川家中の動揺を抑えるために最小限の処分で終わったため、その後も築山殿・信康や岡崎家臣団は武田氏に通謀し続けていたとする見解である。また信康事件において処分された岡崎家臣団がいないことから、家康も大岡弥四郎事件の後は岡崎家臣団の武田氏への通謀を相当に警戒して善後策を講じたはずで、その後も武田氏に通謀し続けていたのは築山殿だとする見解や、大岡弥四郎事件は最小限の処分で終わったが天正6年（1578年）正月になって徳姫による父信長への書状で過去の築山殿・信康の武田氏への通謀が発覚したとする見解、また徳姫の書状で武田氏への通謀が発覚した後に築山殿・信康が三河衆への多数派工作を行い、武田氏に支援を求めてクーデターを決行しようとしていたとする見解などもある。なお築山殿の最期について最も同時代に近い『石川正西聞見記』では移送中に自害としていることから、家康は処刑や自害ではなく終生幽閉とする意向だったが築山殿はそのような恥辱に耐えられず自害したとする見解もある。

## 侍女
河井某の娘は野中重政、岡本時仲らとともに浜松城へ向かう際に同行し、築山殿殺害後佐鳴湖で入水し後を追った。また、彼女は家康の政治経済の上位幕僚・伊奈忠基の娘とも伝わり、その場合殉死が一家に与える不利を乗り越え築山殿の殺害に殉じたと考えられる。

## 後世成立史料における評価
- 「生得悪質、嫉妬深き御人也」（『玉輿記』）。
- 「無数の悪質、嫉妬深き婦人也」（『柳営婦人伝』）。
- 「其心、偏僻邪佞にして嫉妬の害甚し」（『武徳編年集成』）。
- 「凶悍にてもの妬み深くましまし」（『改正三河後風土記』、唐人医師の減敬と密通していたとされる。）

## 関連作品
新作歌舞伎
- 築山殿始末（1953年、作：大佛次郎）

小説
- 覇王の家（1973年、新潮社、作：司馬遼太郎）

映画
- 反逆児（1961年、東映京都、演：杉村春子）

テレビドラマ
- 徳川家康（1964年、NET、演：扇千景）
- 築山殿始末（1966年、フジテレビ、演：山田五十鈴）
- 徳川家康（1983年、NHK大河ドラマ、演：池上季実子）
- 徳川家康（1988年、TBSテレビ、演：十朱幸代）
- 戦国最後の勝利者!徳川家康（1992年、テレビ朝日、演：真野響子）
- 信長 KING OF ZIPANGU（1992年、NHK大河ドラマ、演：島村佳江）
- 織田信長（1994年、テレビ東京、演：浅利香津代）
- 秀吉（1996年、大河ドラマ、演：石川真希）
- 徳川の女（1997年、テレビ東京、演：蜷川有紀）
- 利家とまつ〜加賀百万石物語〜（2002年、NHK大河ドラマ、演：つちだりか）
- 徳川家康と三人の女（2008年、テレビ朝日、演：高島礼子）
- おんな城主 直虎（2017年、NHK大河ドラマ、演：菜々緒）
- どうする家康（2023年、NHK大河ドラマ、演：有村架純）

テレビアニメ
- 少年徳川家康（1974年、NET、声：吉田理保子）

ゲーム
- 戦国無双5（2021年、コーエーテクモゲームス、声：照井春佳）